# Park stanowy Allegheny Islands
Park stanowy Allegheny Islands – park stanowy o powierzchni 17 ha, zlokalizowany w hrabstwie Allegheny w Pensylwanii, w Stanach Zjednoczonych. Objęte ochroną są trzy wyspy rzeczne na rzece Allegheny na północny wschód od Pittsburgu. Teren parku dostępny jest jedynie za pomocą łodzi.